# Рубенс, Бернис
Бернис Рубенс (англ. Bernice Rubens; 26 июля 1928, Кардифф — 13 октября 2004, Камден) — валлийская англоязычная писательница, сценарист и режиссёр, лауреат Букеровской премии за роман «Избранный член».

## Биография
Бернис Рубенс родилась в Кардиффе (Уэльс) в 1928 году. Её отец, Эли Рубенс, был евреем из Литвы, который в 1900 году, в возрасте 16 лет, решил покинуть европейский континент в надежде начать в Нью-Йорке новую жизнь. Обманутый при покупке билета, он не попал в Америку и решил остаться в Уэльсе. В Кардиффе он встретил Дороти Коэн, эммигрантку из Польши, и женился на ней. Бернис была одним из четырех детей и выросла в музыкальной семье. Два её брата, Гарольд и Кирилл, стали известными скрипачами. Гарольд позднее был вынужден прекратить играть по состоянию здоровья, а Кирилл стал скрипачом в Лондонском симфоническом оркестре. Бернис не последовала музыкальным традициям своей семьи, хотя позже она играла на фортепиано и виолончели. Она окончила среднюю школу для девочек в Кардиффе, затем изучала английский язык и литературу в университете Уэльса, где она получила степень бакалавра искусств в 1947 году. Вышла замуж за Руди Нассауэра (англ. Rudi Nassauer), виноторговца и романиста. У них было две дочери, Ребекка и Шарона.
С 1950 по 1955 она преподавала в школе в Бирмингеме до перехода в киноиндустрию, где она работала в производстве документальных фильмов. В 1960-х годах поэт Джон Силкин арендовал мансарду её дома в Лондоне и в свою очередь сдавал в ней комнаты Дэвиду Мерсеру, который позже станет плодовитым драматургом Вест-Энда и телесценаристом, и Малкольму Росс-Макдональду, впоследствии столь же плодовитому автору исторических романов.
Первый роман Бернис Рубенс, «Оскомина», был опубликован в 1960 году.
По её роману 1962 года «Мадам Сузацка» в 1988 году был поставлен одноимённый фильм с Ширли Маклейн и Шабаной Азми в главных ролях.
В 1980 году её роман 1975 года «I sent a letter to my love» экранизировал Моше Мизрахи под названием «Дорогая незнакомка», в главных ролях с Симоной Синьоре и Жаном Рошфором.
Её роман 1985 года «Крестовый поход господина Уэйкфилда» был адаптирован для телевидения Би-би-си в 1992 году, в главных ролях Питер Капальди и Майкл Мэлони.

## Произведения
- Оскомина (1960)
- Мадам Сузацка (1962)
- Мат в три хода (1966)
- Избранный народ (1969)
- Избранный член (1969) (Букеровская премия 1970)
- Sunday Best (1971)
- / Go Tell the Lemming (1973)
- Я направил письмо моей любимой (1975)
- / The Ponsonby Post (1977)
- Пятилетний срок (1978)
- Весення соната (1979)
- Перелётные птицы (1981)
- Братья (1983)
- Крестовый поход господина Уэйкфилда (1985)
- Отче наш (1987)
- / Kingdom Come (1990)
- A Solitary Grief (1991)
- Мать Россия (1992)
- / Autobiopsy (1993)
- Hijack (1993)
- / Yesterday in the Back Lane (1995)
- Ожидание игры (1997)
- Я, Дрейфус (1999)
- Милуоки (2001)
- Девять жизней (2002)
- The Sergeants' Tale (2003)
- / When I Grow Up (2005)